# Ур-Бедаревское сельское поселение
Ур-Бедаревское се́льское поселе́ние — упразднённое муниципальное образование в составе Гурьевского района Кемеровской области. Административный центр — село Ур-Бедари.

## История
Ур-Бедаревское сельское поселение образовано 17 декабря 2004 года в соответствии с Законом Кемеровской области № 104-ОЗ.

## Население
| 2010 | 2011 | 2012 | 2013 | 2014 | 2015 | 2016 |
| ---- | ---- | ---- | ---- | ---- | ---- | ---- |
| 914  | ↗916 | ↘880 | ↘835 | ↘817 | ↘785 | ↘775 |
| 2017 | 2018 | 2019 |      |      |      |      |
| ↗799 | ↘779 | ↘766 |      |      |      |      |

## Состав сельского поселения
| № | Населённый пункт | Тип населённого пункта       | Население |
| - | ---------------- | ---------------------------- | --------- |
| 1 | Кулебакино       | село                         | 365       |
| 2 | Саратовка        | деревня                      | 7         |
| 3 | Ур-Бедари        | село, административный центр | 443       |
| 4 | Усть-Канда       | деревня                      | 99        |